# Cryptogramma stelleri
Cryptogramma stelleri là một loài thực vật có mạch trong họ Adiantaceae. Loài này được (S.G. Gmel.) Prantl miêu tả khoa học đầu tiên năm 1882.

## Hình ảnh

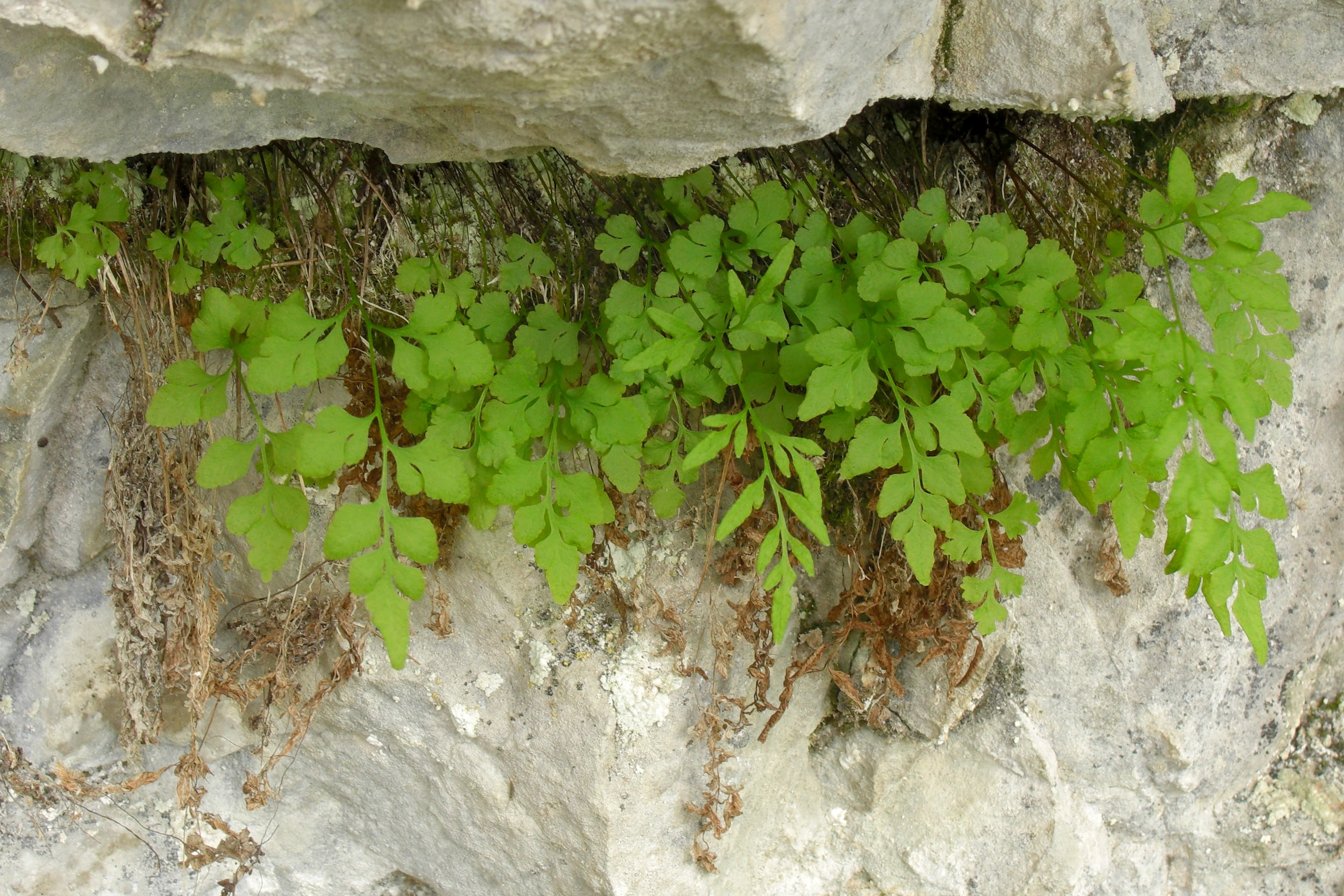
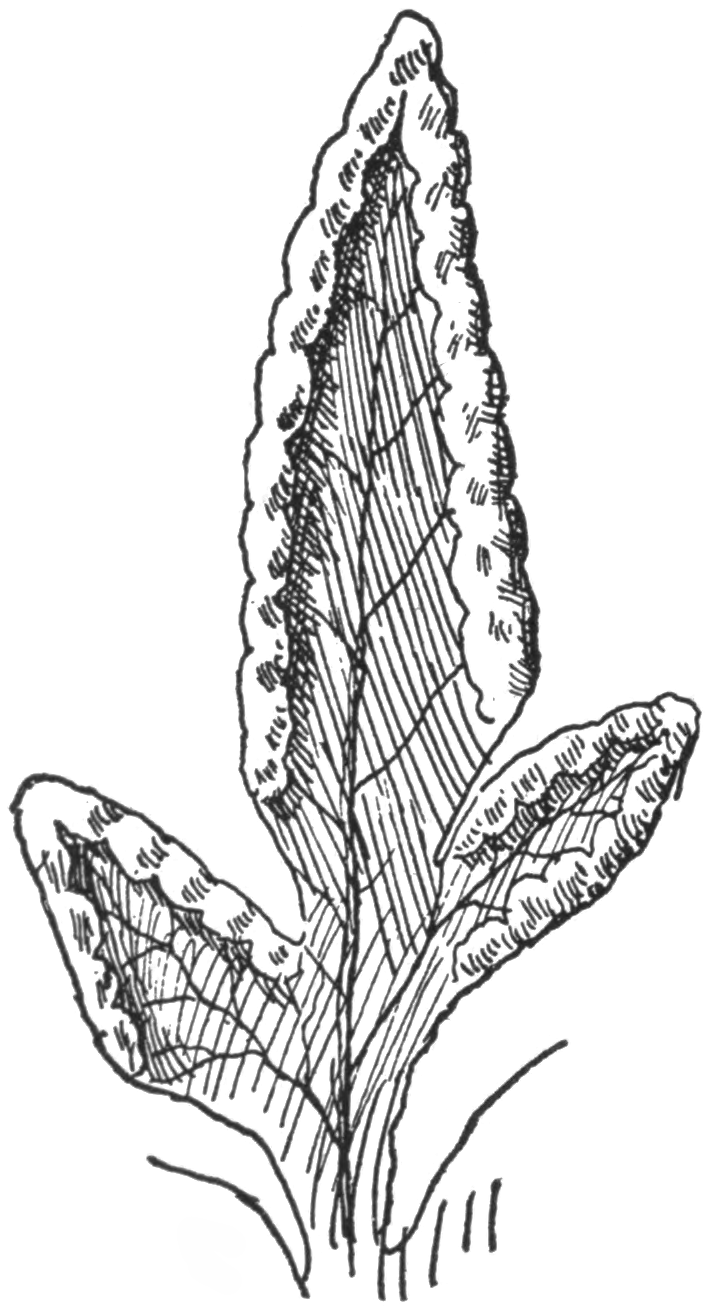
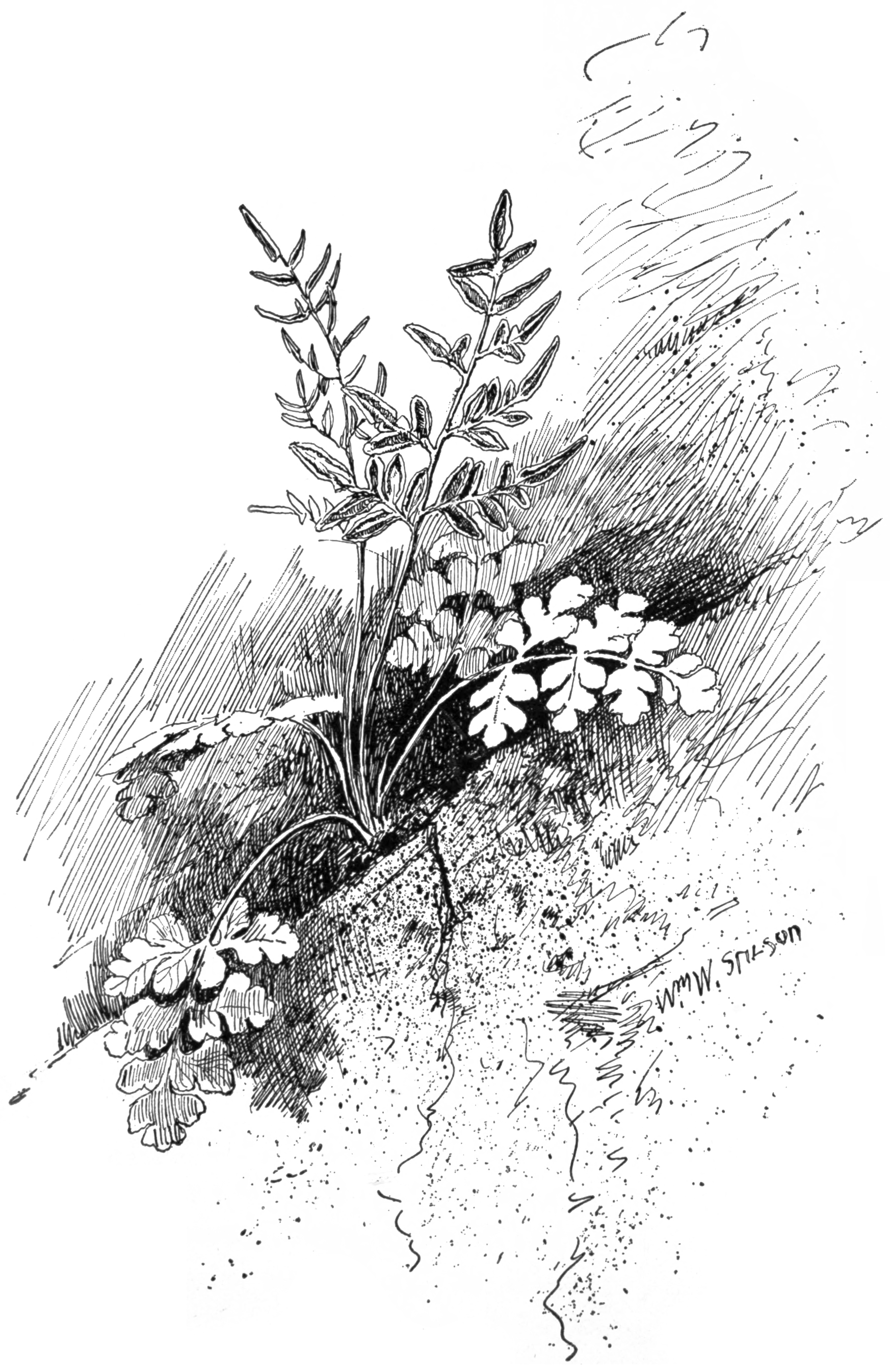